# Курвуш
Курвуш (порт. Curvos; МФА: [ˈkuɾ.vuʃ]) — парафія в Португалії, у муніципалітеті Ешпозенде. Розташована в північно-західній частині країни, на теренах історичної португальської провінції Дору-Міню. Входить до складу округу Брага. За адміністративним поділом, чинним до 1976 року, терени парафії були складовою провінції Міню. Належить до Бразької архідіоцезії Католицької церкви. Патрон — святий Клавдій. Площа — 4,2851 км². Населення — 811 ос. (2011). Слабо урбанізований регіон. Густота населення — 189,26 осіб/км²
. Код — 030604.

## Населення
| Кількість мешканців | Кількість мешканців | Кількість мешканців | Кількість мешканців | Кількість мешканців | Кількість мешканців | Кількість мешканців | Кількість мешканців | Кількість мешканців | Кількість мешканців | Кількість мешканців | Кількість мешканців | Кількість мешканців | Кількість мешканців | Кількість мешканців |
| ------------------- | ------------------- | ------------------- | ------------------- | ------------------- | ------------------- | ------------------- | ------------------- | ------------------- | ------------------- | ------------------- | ------------------- | ------------------- | ------------------- | ------------------- |
| 1864                | 1878                | 1890                | 1900                | 1911                | 1920                | 1930                | 1940                | 1950                | 1960                | 1970                | 1981                | 1991                | 2001                | 2011                |
| 446                 | 441                 | 448                 | 444                 | 449                 | 468                 | 542                 | 652                 | 699                 | 791                 | 757                 | 901                 | 838                 | 831                 | 811                 |